# Древний Линьцзы
Линьцзы (кит. 临淄) — столица царства Ци, местонахождение Академии Цзися, один из богатейших городов своего времени. Была расположена на западном берегу реки Цзыхэ, на территории современного района Линьцзы городского округа Цзыбо, провинция Шаньдун.
Население Линьцзы около 650 г. до н. э. составляло порядка 200 тыс. человек.
Захват Линьцзы Цинь Шихуаном в 221 году до н. э. положил конец доимперской эпохе в истории Китая.